# 4e division alpine « Monterosa »

La 4e division alpine « Monterosa » (en italien : 4ª Divisione alpina « Monterosa » ) était l'une des quatre divisions créées par la République sociale italienne de Mussolini. Elle a existé du 1er janvier 1944 au 28 avril 1945.

## Histoire
La divion prend son nom Monterosa du « mont Rose », le deuxième plus haut sommet des Alpes et d'Europe occidentale, après le mont Blanc.
La division était composée de troupes alpines, qui étaient les troupes de montagne du royaume d'Italie (20 %) ainsi que de prisonniers de guerre italiens en Allemagne (16 %) et de nouveaux conscrits du nord de l'Italie (84 %). Elle fut entraînée en Allemagne et était prête au combat en juillet 1944.
La division, forte de 20 000 hommes, fut ensuite envoyée en Ligurie et fit partie, de juillet à octobre 1944, du groupe d'armées Ligurie, sous le commandement du maréchal Rodolfo Graziani. Elle effectua des préparatifs défensifs en prévision d'un éventuel débarquement allié et participa également à des opérations anti-partisans. Durant cette période, de nombreux soldats du Monterosa désertèrent.
En octobre 1944, la division fut envoyée protéger la Ligne gothique. Arrivée le 29, elle fut attaquée par le Corps expéditionnaire brésilien dans la région de Serchio. La division Monterosa participa également au succès de l'opération italo-allemande « Tempête d'hiver » et à la bataille de la Garfagnana.
En février 1945, la plus grande partie de la division Monterosa fut transférée dans les Alpes piémontaises, où elle combattit contre les forces régulières et partisanes françaises lors de la deuxième bataille des Alpes jusqu'à la fin de la guerre.

## Crimes de guerre
Quatre officiers italiens de la division Monterosa furent reconnus coupables de la mort de 33 travailleurs forcés au col du mont Fornet dans le Val d'Aoste le 26 janvier 1945. Ces derniers périrent dans une avalanche alors qu'ils étaient contraints de transporter du matériel militaire vers un poste avancé en montagne, malgré des conditions météorologiques difficiles. Deux des quatre officiers furent condamnés à dix ans de prison, mais graciés lors d'une amnistie générale en 1947. 
En septembre 1946, trois soldats de la division Monterosa furent jugés par un tribunal militaire américain pour le meurtre du lieutenant Alfred Lyth, aviateur de l'armée de l'air américaine. Les accusés étaient le capitaine Italo Simonitti, le soldat Benedetto Pilon et le général Mario Carloni . En octobre 1946, Carloni fut acquitté, mais Simonitti et Pilon furent tous deux reconnus coupables. Simonitti fut condamné à mort, tandis que Pilon fut condamné aux travaux forcés à perpétuité. Simonitti, 38 ans, fut fusillé à Livourne le 27 janvier 1947. Pilon et trois autres Italiens condamnés pour crimes de guerre par des tribunaux militaires américains furent transférés en Italie. En vertu d'un accord, ces hommes furent incarcérés dans une prison italienne sur la Procida. Cependant, en janvier 1951, à la stupeur et à la colère des autorités américaines locales, le ministre de la Justice Attilio Piccioni déclara les quatre hommes prisonniers politiques et leur accorda l'amnistie.

## Commandants
- Colonel Umberto Manfredini, 1er janvier 1944 - 23 mars 1944
- Général Goffredo Ricci, 23 mars 1944 - 15 juillet 1944
- Général Mario Carloni, 15 juillet 1944 - 20 février 1945
- Colonel Giorgio Milazzo, 20 février 1945 - 28 avril 1945.